# Route nationale 13 (Madagascar)
Pour les articles homonymes, voir Route nationale 13.
La route nationale 13 (N 13) est une route nationale s'étendant de Ihosy jusqu'à Fort-Dauphin à Madagascar.

## Description
La route N 13 parcourt 493 kilomètres dans les régions d'Anôsy, d'Androy et d'Ihorombe.
La N 13 part de la route nationale N 7 à Ihosy puis elle traverse Betroka, Isoanala, Beraketa et Ambovombe, où elle croise la N 10 qui mène à Tolagnaro (Fort-Dauphin) sur la côte sud de Madagascar.

## Parcours
Du nord au sud:
- Ihosy - croisement de la Route nationale 7
- Betroka
  - croise la rivière Mangoky
  - Réserve spéciale de Kalambatritra à 55 km à l'est.
- Ianabinda
- Beraketa
- Antanimora Sud
- Ambovombe - croisement de la N 10
- Amboasary-Atsimo
  - croise la rivière Mandrare
  - Réserve de Berenty
  - Lac Anony
  - Baie des Galions
- Ranopiso
- Manambaro
- Tolagnaro (Fort-Dauphin) -  prolongée par la  N 12a